# Економічна криза в Грузії (2008-2010)
Економічна криза в Грузії — економічна криза в Грузії 2008-2010, що сталася на тлі світової економічної кризи.

## Хід кризи
Світова економічна криза, що розвинулася з початку 2008 року, позначилася на економіці Грузії. З весни 2008 року виникли проблеми з фінансовими ресурсами, впала інвестиційна активність, скоротилося споживання.
У жовтні 2008 року західні країни виділили Грузії 4,5 млрд доларів фінансової допомоги, з яких 2,5 млрд — довгострокова позика, а 2 млрд — грант. На думку деяких експертів, ця допомога відіграла основну роль у запобіганні колапсу економіки Грузії.
За підсумками 2008 року ВВП збільшився на 2,1%, приплив прямих іноземних інвестицій зменшився на 22% (до 1,564 млрд доларів). За перші три квартали 2009 року надійшло 505,2 млн доларів прямих іноземних інвестицій.
За підсумками 2009 року ВВП опустився лише на 3,8%, що було невеликим зниженням у світі (порівняно: Україна – 14,8%, Росія – 7,8%, Вірменія – 14,2%)[54]. Причому помітна частина цього падіння пов'язана з наслідками російсько-грузинської війни.  Промислове виробництво той самий рік впало на 8,5%.